# Ron Goulart

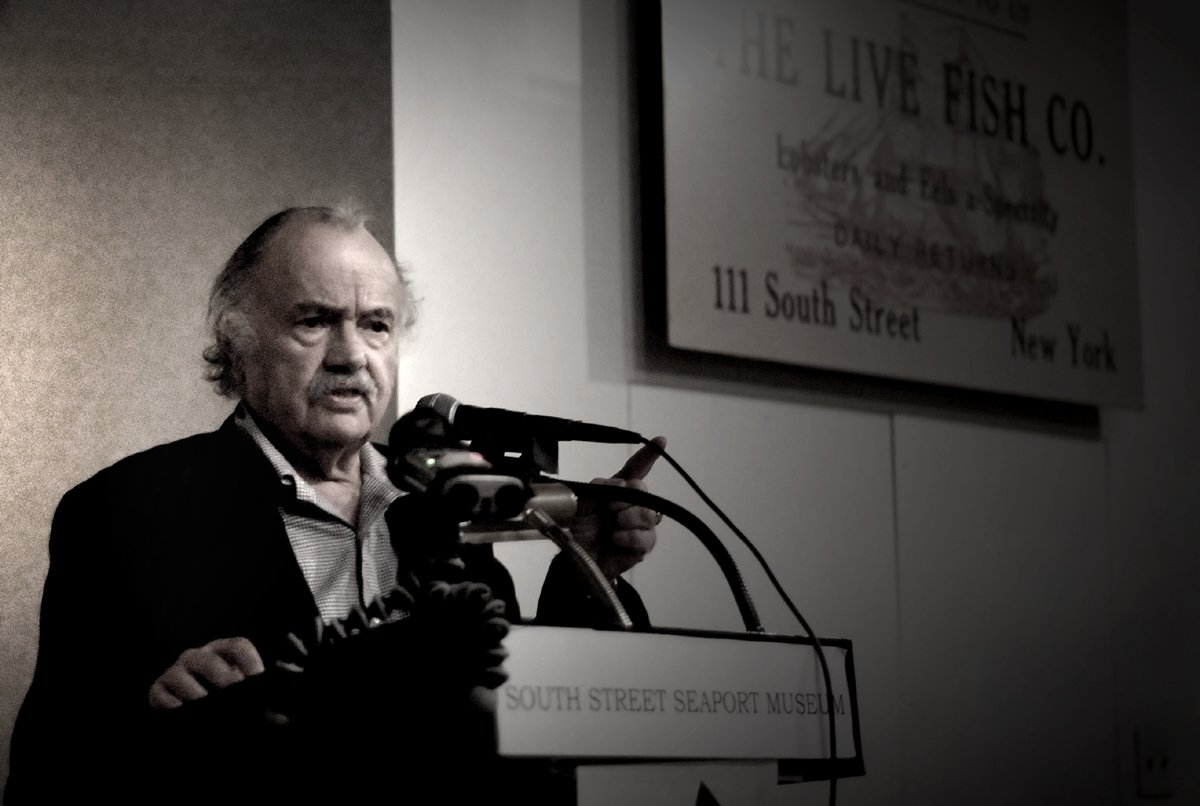
Ron Goulart

Ronald „Ron“ Joseph Goulart (geboren am 13. Januar 1933 in Berkeley, Kalifornien; gestorben am 14. Januar 2022 in Ridgefield, Connecticut) war ein amerikanischer Schriftsteller, der über 180 Bücher, darunter mehr als 50 Science-Fiction-Romane, veröffentlicht hat. Er publizierte auch unter den Pseudonymen Carson Bingham, Josephine Kains, Kenneth Robeson, Frank S. Shawn, Joseph Silva und Con Steffanson.

## Leben
Goularts Vater, Joseph Silveira Goulart, war Fabrikarbeiter und auf den Azoren geborener Portugiese, die Familie seiner Mutter Josephine, geborene Macri, stammte aus Kalabrien. Er studierte an der University of California, Berkeley, wo er 1955 mit dem Bachelor abschloss. Danach arbeitete er als Werbetexter bei Guild, Bascom and Bonfigci in San Francisco (1955–1960), als Autor bei Alan Alch Inc. in Hollywood (1960–1963) und als Texter für Hoefer, Dietrich and Brown in San Francisco (1966–1968). Seither ist er freier Schriftsteller.
Seine erste Veröffentlichung, Letters to the Editor, war eine im April 1952 Magazine of Fantasy and Science Fiction erschienene Parodie, die zuvor schon in der humoristischen Studentenzeitschrift University of California Pelican gedruckt worden war. Im gleichen Jahr folgte dann eine erste Kurzgeschichte (Conroy’s Public) und dann eine sechsjährige Pause, in der er sein Studium beendete und Werbetexte für Erdnussbutter schrieb. Rechtzeitig zum Ende des Science-Fiction-Booms begann er 1958 wieder SF zu schreiben. Er wurde einer der produktivsten Autoren nicht nur von SF, sondern von Genreliteratur aller Art und schrieb Krimis, Mystery, Horror und Romanfassungen und Tie-ins zu Comics und Fernsehserien. Außerdem verfasste Goulart Drehbücher, Comicskripts und eine Reihe von Sachbüchern, darunter Lexika und Referenzwerke zu Comics und Detektivgeschichten und Biographien von Comiczeichnern.
Sein erster Roman The Sword Swallower (1968) und viele weitere seiner SF-Erzählungen sind in der fiktiven Welt des Barnum Systems angesiedelt, einem nach dem Zirkuspionier P. T. Barnum benannten ausgedehnten Planetensystem, das als ein in die Welt der Space Opera transformiertes Pulp-Fiction-Kalifornien beschrieben werden kann. Goulart sagt dazu:

„I haven't kept track of the system too well, nor do I have a chart or plan of the whole thing drawn up. I'm not even sure how many planets there are in the system, since I make up a new one when I get tired of the old ones.“

„Ich habe das System nicht so genau verfolgt, habe auch weder Karte noch Plan davon gemacht. Ich bin noch nicht einmal sicher, wie viele Planeten es hat, da ich mir einen neuen ausdenke, wenn ich von den alten genug habe.“

Ein Teil dieser Barnum-System-Geschichten hat als Protagonisten Ben Jolson, Mitglied des Chameleon Corps, einer Gruppe von Gestaltwandler-Agenten, der seine Metamorph-Talente bei den Ermittlungen des CC erfolgreich einzubringen weiß.
Goularts Werke sind geprägt von Parodie, Satire und ironischem Zitieren von Versatzstücken oft unterschiedlicher Genres. In seinem Stil und seinen Figuren wurde die ausgeprägte Neigung zu Comics und zum Comichaften vermerkt, was sich auch in seinen Romanserien zu Comicfiguren (Vampirella, The Incredible Hulk, Captain America) dokumentiert. Man hat ihn sogar als „verkrachten Comiczeichner“ beschrieben, wobei Goulart im Bereich der Comics ein durchaus etablierter Szenarist (z. B. Star Hawks mit dem Zeichner Gil Kane) und Autor von Sekundärliteratur ist. Vermerkt wurde in diesem Zusammenhang auch sein knapper, dialogorientierter Stil, dessen kurze Absätze häufig Platz in einer Sprechblase fänden.
Ein weiteres Merkmal ist die häufige Mischung verschiedener Genres, insbesondere von SF und Detektivgeschichte, wobei Goularts Detektive nicht die realistisch gezeichneten, häufig gebrochenen Charaktere der zeitgenössischen Kriminalliteratur sind, sondern es sind die ausgekochten, zynischen Detektive der Pulp-Magazine. Ein Buch über diese klassischen Krimihelden (The Dime Detectives, 1988) wurde für einen Preis der Mystery Writers of America nominiert. Aber auch die Mischung von (Slapstick-)Komik und Detektivgeschichte wurde von Goulart realisiert, nämlich in seiner mit Groucho Marx, Master Detective (1998) beginnenden Romanreihe, in der aus der Perspektive einer Watson-ähnlichen Figur die Fälle geschildert werden, die Groucho Marx hinter den Kulissen seiner der Allgemeinheit bekannten Komödiantenexistenz löst: „Nur wenigen ist bekannt, dass Groucho sich erfolgreich als Amateurdetektiv zu betätigen pflegte. Aber glauben sie mir, ab den späten 1930er Jahren war Groucho ein ernsthafter Konkurrent für Westküstendetektive vom Schlag eines Philip Marlowe, Sam Spade und Dan Turner.“
2002 wurde er für seine Beiträge zu Science-Fiction und Fantasy mit dem I-CON Award ausgezeichnet. In der Literatur steht gelegentlich, er habe 1970 für After Things Fell Apart einen Preis der Mystery Writers of America erhalten, wobei sowohl der Edgar Allan Poe Award als auch der Raven Award genannt werden, es gibt dafür jedoch keinen Beleg. Belegt sind Edgar-Nominierungen 1971 für After Things Fell Apart und 1989 für The Dime Detectives.
Von 1969 bis 1970 war Goulart Vizepräsident der Science Fiction Writers of America.
1964 heiratete Goulart Frances Sheridan, mit der er zwei Söhne hat. Frances Sheridan Goulart ist Autorin zahlreicher Sachbücher, vorwiegend Ratgeber zu Diätküche, Ernährung und Lebensführung.
Goulart lebte in Ridgefield, Connecticut. Er starb im Januar 2022, einen Tag nach seinem 89. Geburtstag.

## Bibliographie

### Serien
Die folgenden Serien sind chronologisch aufsteigend nach dem Erscheinungsjahr des ersten Bandes geordnet. Bei gleichem Erscheinungsjahr des ersten Bandes wurde alphabetisch nach Titel sortiert. Die zur Barnum System-Welt gehörenden Serien wurden aufeinanderfolgend sortiert. Sofern nicht anders vermerkt handelt es sich bei den einzelnen Titeln um Romane.
Max Kearny (Kurzgeschichten)
- Time Was (1961)
- Please Stand By (1962)
- Uncle Arly (1962)
- McNamara’s Fish (1963)
  - Deutsch: McNamaras Fisch. In: Charlotte Winheller (Hrsg.): Die Esper greifen ein. Heyne #260, 1963.
- Kearny’s Last Case (1965)
- Breakaway House (1966)
  - Deutsch: Das Spukhaus. In: Wulf H. Bergner (Hrsg.): Mord in der Raumstation. Heyne SF&F #3122, 1968.
- Fill in the Blank (1967)
- The Ghost Patrol (1968)
- The Return of Max Kearny (1981)
  - Deutsch: Max Kearney kehrt zurück. In: Ronald M. Hahn: Das fröhliche Volk von Methan. Heyne SF&F #3946, 1983, ISBN 3-453-30874-3.
- Hello from Hollywood (1983)

Plumrose (Kurzgeschichten)
- Plumrose (1963)
- The Recurrent Suitor (1963)
- Vanity, Thy Name Is (1963)

Barnum System
- Society for the Prevention (1964, Kurzgeschichte)
- The Fire-Eater (1970)
- Clockwork’s Pirates (1971)
- Shaggy Planet (1973)
  - Deutsch: Die Androiden-Hölle. Übersetzt von Michael Kubiak. Bastei Lübbe #21080, 1976, ISBN 3-404-00481-7.
- Spacehawk, Inc. (1974)
- The Wicked Cyborg (1978)
- Dr. Scofflaw (1979)

Barnum System: Ben Jolsen / Chameleon Corps
- 1 The Sword Swallower (1968)
  - Deutsch: Der Schwertschlucker. In: Das Chamäleonkorps. 1982.
- 2 The Chameleon Corps & Other Shape Changers (1972, Sammlung)
- 3 Flux (1974)
  - Deutsch: Fluxus. In: Das Chamäleonkorps. 1982.
- Chameleon (1964, Kurzgeschichte)
  - Deutsch: Chamäleon. In: Das Chamäleonkorps. 1982.
- Rake (1965, Kurzgeschichte)
  - Deutsch: Der Wüstling. In: Das Chamäleonkorps. 1982.
- The Sword Swallower (1967, Kurzgeschichte)
  - Deutsch: Gruppe A. In: Wulf H. Bergner (Hrsg.): Am Ende aller Träume. Heyne SF&F #3204, 1970. Auch als: Der Gummimann. In: Science-Fiction-Stories 39. Ullstein 2000 #73 (3067), 1974, ISBN 3-548-13067-4.
- Copstate (1969, Kurzgeschichte)
  - Deutsch: Polizeistaat. In: Wulf H. Bergner (Hrsg.): Der letzte Krieg. Heyne SF&F #3165, 1969. Auch in: Das Chamäleonkorps. 1982.
- Hobo Jungle (1970, Kurzgeschichte)
  - Deutsch: Die Dollarsuche. In: Wulf H. Bergner (Hrsg.): Stürme auf Siros. Heyne SF&F #3237, 1971.
- Sunflower (1970, Kurzgeschichte)
- Masterpiece (1972, Kurzgeschichte)
  - Deutsch: Ein Meisterstück. In: Wulf H. Bergner (Hrsg.): Traumpatrouille. Heyne SF&F #3385, 1974, ISBN 3-453-30262-1. Auch in: Das Chamäleonkorps, 1982.
- Canned Heat (1972, Kurzgeschichte)
  - Deutsch: Der Hitzewandler. In: Wulf H. Bergner (Hrsg.): Ein Tag in Suburbia. Heyne SF&F #3353, 1973.
- At the Starvation Ball (1976, Kurzgeschichte)
- Deutsch: Das Chamäleon-Korps Erzählungen. Hrsg. u. mit einem Nachwort von Hans Joachim Alpers. Moewig #3590, 1982, ISBN 3-8118-3590-4.
- Ex-Chameleon (1986, Kurzgeschichte)

Barnum System: Jack Summer
- 1 Death Cell (1971)
  - Deutsch: Tod und Spiele. Bastei-Lübbe-Taschenbuch #23033, 1984, ISBN 3-404-23033-7.
- 2 Plunder (1972)
  - Deutsch: Unser Mann auf Noventa. Übersetzt von Hans Wolf Sommer. Bastei-Lübbe-Taschenbuch #23037, 1984, ISBN 3-404-23037-X.
- 3 A Whiff of Madness (1976)
- 4 Galaxy Jane (1986)

Barnum System: Star Hawks
- 1 Empire 99 (1980)
- 2 The Cyborg King (1981)
- Star Hawks (1979, Comicfassung)
- Star Hawks II (1981, Comicfassung)

Barnum System: Ben Jolsen / Chameleon Corps / Exchameleon
- 1 Daredevils, Ltd. (1987)
- 2 Starpirate’s Brain (1987)
- 3 Everybody Comes to Cosmo’s (1988)

Jose Silvera (Kurzgeschichten)
- Experiment in Autobiography (1966)
  - Deutsch: Unbeglichene Forderungen. In: Wulf H. Bergner (Hrsg.): Welt der Illusionen. Heyne SF&F #3110, 1967.
- Penny Dreadful (1969)
  - Deutsch: In eigener Sache. In: Wulf H. Bergner (Hrsg.): Planet der Selbstmörder. Heyne SF&F #3186, 1970.
- Confessions (1970)
  - Deutsch: Unter Schriftstellern. In: Wulf H. Bergner (Hrsg.): Ein Pegasus für Mrs. Bullitt. Heyne SF&F #3369, 1973, ISBN 3-453-30246-X. (Auch als: Die Killer-Pille. In: Science-Fiction-Stories 49. Ullstein 2000 #93 (3148), 1975, ISBN 3-548-03148-4)
- The Way Things Work (1971)
  - Deutsch: Freund der Roboter. In: Wulf H. Bergner (Hrsg.): Als der Wind starb. Heyne SF&F #3288, 1972.
- Passage to Murdstone (1971)
  - Deutsch: Flug nach Murdstone. In: Wulf H. Bergner (Hrsg.): Flug nach Murdstone. Heyne SF&F #3337, 1973.
- Varieties of Religious Experience (1973)
- Lunatic at Large (1977)
- Assassins (1977)
- Blockbuster (1982)

Fragmented America
- After Things Fell Apart (1970)
  - Deutsch: Als alles auseinanderfiel. Übersetzt von Jürgen Saupe. Goldmanns Weltraum Taschenbücher #180, 1973, ISBN 3-442-23180-9.
- Gadget Man (1971)
- Hawkshaw (1972)
- Crackpot (1977)
- Brinkman (1981)

John Easy (Kriminalromane)
- 1 If Dying Was All (1971)
  - Deutsch: Einsam nur ins letzte Bett. Übersetzt von Walter Spiegl. Ullstein-Bücher #1567, 1973, ISBN 3-548-01567-0.
- 2 Too Sweet to Die (1972)
  - Deutsch: Zu süss für den Sarg. Übersetzt von Jutta Wannenmacher. Ullstein-Bücher #1580, 1974, ISBN 3-548-01580-8.
- 3 The Same Lie Twice (1973)
  - Deutsch: Für jeden Kuss zwei Lügen. Übersetzt von Jutta Wannenmacher. Ullstein-Bücher #1592, 1974, ISBN 3-548-01592-1.
- 4 One Grave Too Many (1974)
  - Deutsch: Da fehlt was am Skelett. Übersetzt von Jutta Wannenmacher. Ullstein-Bücher #1641, 1974, ISBN 3-548-01641-3.

Cleopatra Jones
- Cleopatra Jones (1973, Romanfassung von Ein Fall für Cleopatra Jones)
- Cleopatra Jones and the Casino of Gold (1975, Romanfassung von Cleopatra Jones gegen die Drachenlady)

Jack Conger / Wild Talents
- 1 A Talent for the Invisible (1973)
  - Deutsch: Der Unsichtbare. Übersetzt von Leni Sobez. Bastei Lübbe #21065, 1975, ISBN 3-404-00229-6.
- 2 The Panchronicon Plot (1977)
  - Deutsch: Die Panchronicon-Verschwörung. Ullstein Science Fiction & Fantasy #31156, 1987, ISBN 3-548-31156-3.
- 3 Hello, Lemuria, Hello (1979)
  - Deutsch: Hallo, Lemuria, hallo! Ullstein Science Fiction & Fantasy #31167, 1988, ISBN 3-548-31167-9.

Kwai Chang Caine Master of Kung (als Howard Lee)
Tie-ins zur Fernsehserie Kung Fu.
- 2 Chains (1973)
- 3 Superstition (1973)

The Story of the Phantom (als Frank S. Shawn)
Tie-ins zur Comicreihe um das Phantom von Lee Falk.
- The Veiled Lady (1973)
- The Golden Circle (1973)
- The Mystery of the Sea Horse (1973)
- The Hydra Monster (1973)
- The Goggle-Eyed Pirates (1974)
- The Swamp Rats (1974)

The Avenger (als Kenneth Robeson)
Kenneth Robeson war das Verlagspseudonym von Street & Smith, unter dem die Avenger-Geschichten im gleichnamigen Pulp-Magazin erschienen. 1972–1975 wurden diese Geschichten in der Warner Paperback Library neu auflegt und Goulart damit beauftragt, 12 Fortsetzungen zu schreiben.
- 25 The Man from Atlantis (1974)
- 26 Red Moon (1974)
- 27 The Purple Zombie (1974)
- 28 Dr. Time (1974)
- 29 The Nightwitch Devil (1974)
- 30 Black Chariots (1974)
- 31 The Cartoon Crimes (1974)
- 32 The Death Machine (1975)
- 33 The Blood Countess (1975)
- 34 The Glass Man (1975)
- 35 The Iron Skull (1975)
- 36 Demon Island (1975)

Flash Gordon (als Con Steffanson)
- 1 The Lion Men of Mongo (1974)
- 2 The Plague of Sound (1974)
- 3 The Space Circus (1974)

Vampirella
- 1 Bloodstalk (1975)
- 2 On Alien Wings (1975)
- 3 Deadwalk (1976)
- 4 Blood Wedding (1976)
- 5 Deathgame (1976)
- 6 Snakegod (1976)

Laverne and Shirley (als Con Steffanson)
Tie-ins zur Sitcom Laverne and Shirley
- Teamwork (1976)
- Easy Money (1976)
- Gold Rush (1976)

Quest of the Gypsy
- 1 Quest of the Gypsy (1976)
- 2 Eye of the Vulture (1977)
- Quest of the Gypsy (1975, Kurzgeschichte)

DC Comics Metaverse
- Challengers of the Unknown (1977)

The Incredible Hulk
- Stalker from the Stars (1978, mit Len Wein und Marv Wolfman)

Odd Jobs, Inc.
- 1 Calling Dr. Patchwork (1978)
  - Deutsch: Dr. Patchwork schlägt zu. Ullstein Science Fiction & Fantasy #31161, 1988, ISBN 3-548-31161-X.
- 2 Hail Hibbler (1980)
  - Deutsch: Heil Hibbler! Ullstein Science Fiction & Fantasy #31170, 1988, ISBN 3-548-31170-9.
- 3 Big Bang (1982)
- 4 Brainz, Inc. (1985)

Oldies Ltd (Kurzgeschichten)
- Lectric Jack (1978)
  - Deutsch: Lektrik Jack. In: Manfred Kluge (Hrsg.): Lektrik Jack. Heyne SF&F #3681, 1979, ISBN 3-453-30600-7.
- Presenting Trilby Swain (1981)
  - Deutsch: Trilby Swain für jedermann. In: Ronald M. Hahn (Hrsg.): Cyrion in Bronze. Heyne SF&F #3965, 1983, 3-453-30897-2.

Zebra Mystery Puzzler (als Josephine Kains)
Krimirätselreihe
- The Devil Mask Mystery (1978)
- The Curse of the Golden Skull (1978)
- The Green Lama Mystery (1979)
- The Whispering Cat Mystery (1979)
- The Witch's Tower Mystery (1979)
- The Laughing Dragon Mystery (1980)

Captain America
- Holocaust for Hire (1979, als Joseph Silva)

Skyrocket Steele
- Skyrocket Steele (1980)
- Skyrocket Steele Conquers the Universe (1985, Kurzgeschichte)

Agent Brad Spear (als Chad Calhoun)
- The Hidden Princess (1982)
- The Mountain Queen (1982)
- The Lady Rustler (1982)

Faro Blake (als Zeke Masters)
- High Card (1982)
- Loaded Dice (1982)
- Texas Two-Step (1983)
- Cashing In (1983)

Battlestar Galactica 1 (mit Glen A. Larson)
- 8 Greetings from Earth (1983)
- 9 Experiment in Terra (1984)
- 10 The Long Patrol (1984)

Harry Challenge
- 1 The Prisoner of Blackwood Castle (1984)
- 2 The Curse of the Obelisk (1987)
- The Secret of the City of Gold (2012, Kurzgeschichte)
- The Problem of the Elusive Cracksman (2012, Kurzgeschichte)
- Harry Challenge: Victorian Supernatural Sleuth (2015, Sammelausgabe von 1 und 2)

Hardy Boys Casefiles (als Franklin W. Dixon)
- Disaster for Hire (1989)
- The Deadliest Dare (1989)
- Castle Fear (1990)

TekWar (als William Shatner)
- 1 TekWar (1989)
- 2 TekLords (1991)
- 3 TekLab (1992)
- 4 Tek Vengeance (1993)
- 5 Tek Secret (1993)

Heather Moon (Kurzgeschichten)
- Why I Never Went Steady with Heather Moon (1997)
  - Deutsch: Warum ich nie fest mit Heather Moon ging. In: Ronald M. Hahn (Hrsg.): Die Roosevelt-Depeschen. Heyne SF&F #6347, 2000, ISBN 3-453-16200-5.
- How Heather Moon Kept My Life from Getting Completely Fouled Up Again (1999)
- Concerning My Third Encounter with Heather Moon (2001)

Groucho Marx
- 1 Groucho Marx, Master Detective (1998)
  - Deutsch: Groucho Marx, Meisterdetektiv. Übersetzt von Joachim Körber. Phantasia-Paperback / Crime #4004, 2010, ISBN 978-3-937897-40-0.
- 2 Groucho Marx, Private Eye (1999)
- 3 Elementary, My Dear Groucho (1999)
- 4 Groucho Marx and the Broadway Murders (2001)
- 5 Groucho Marx, Secret Agent (2002)
- 6 Groucho Marx, King of the Jungle (2005)

Maggie & Ben (Kurzgeschichten)
- I Married a Robot (1999)
- My Favorite Robot (2001)
- The Robot Who Came to Dinner (2002)
- The Robot Who Knew Too Much (2003)

### Einzelromane
- Wildsmith (1972)
- The Tin Angel (1973)
- The Tremendous Adventures of Bernie Wine (1975)
- The Hellhound Project (1975)
- When the Waker Sleeps (1975)
- The Enormous Hourglass (1976)
- The Emperor of the Last Days (1977)
- Nemo (1977)
  - Deutsch: Nemo. Übersetzt von Klaus Dieter. Bastei Lübbe #21122, 1979, ISBN 3-404-01436-7.
- The Island of Dr. Moreau (1977, als Joseph Silva)
- Capricorn One (1978, Romanfassung des Films Unternehmen Capricorn)
  - Deutsch: Unternehmen Capricorn. Übersetzt von Juscha Zoeller. Heyne SF&F #3721, 1979, ISBN 3-453-30624-4.
- Agent of Love (1979, als Jillian Kearny)
- Cowboy Heaven (1979)
- Love's Claimant (1981, als Jillian Kearny)
- The Robot In the Closet (1981)
- Upside Downside (1982)
- Hellquad (1984)
- Prize Meets Murder (1984, als R. T. Edwards, mit Otto Penzler)
- A Graveyard of My Own (1985)
- Suicide, Inc. (1985)
- Triple „O“ Seven (1985, als Ian R. Jamieson)
- The Wisemann Originals (1989)
- Even the Butler was Poor (1990)
- The Tijuana Bible (1990)
- Now He Thinks He's Dead (1992)
- Murder on the Aisle (1996)
- Buck Rogers in the 25th Century: The Complete Newspaper Dailies, Vol. 2: 1930–1932 (2009)

### Sammlungen
- Broke Down Engine and Other Troubles with Machines (1971)
  - Deutsch: Maschinenschaden. Goldmanns Weltraum Taschenbücher #0139, 1972, ISBN 3-442-23139-6.
- Ghost Breaker (1971)
- What’s Become of Screwloose? And Other Inquiries (1971)
- Odd Job #101 And Other Future Crimes and Intrigues (1975)
- Nutzenbolts and More Troubles with Machines (1975)
- Skyrocket Steele Conquers the Universe and Other Media Tales (1990)
- Adam and Eve on a Raft : Mystery Stories (2001)

### Kurzgeschichten
- Letters to the Editor (1952)
- Conroy’s Public (1952)
- … And Curiouser (1958)
- The Katy Dialogues (1958)
  - Deutsch: Die Katy-Dialoge. In: Maschinenschaden. 1972.
- Shandy (1958)
- Dream Girl (1958)
- Parlor Game (1959)
- Ralph Wollstonecraft Hedge: A Memoir (1959)
- Required Course (1959)
- Bottle It Up (1959)
- Clothes Make the Man (1959)
- Ignatz (1960)
- Ella Speed (1960)
- Subject to Change (1960)
- Princess #22 (1962)
  - Deutsch: Prinzessin Nr. 22. In: Maschinenschaden. 1972.
- Junior Partner (1962)
- Nor Iron Bars a Cage (1962)
- Joker for Hire (1963, auch als Anything for Laughs)
  - Deutsch: Narr zu vermieten. In: Maschinenschaden. 1972.
- The Yes-Men of Venus (1963)
- Nobody Starves (1964)
  - Deutsch: Irrtum der Maschinen. In: Charlotte Winheller (Hrsg.): Irrtum der Maschinen. Heyne #299, 1964. Auch als: Niemand verhungert. In: Maschinenschaden. 1972.
- Into the Shop (1964)
  - Deutsch: Policar A10 im Einsatz. In: Charlotte Winheller (Hrsg.): Die Kristallwelt Heyne #3027, 1964.
- Badinage (1965)
  - Deutsch: Kredit. William F. Nolan (Hrsg.): Die Anderen unter uns. Heyne #3120, 1968.
- Reporter at Large (1965)
- The Hand of Dr. Insidious (1965)
- Winterness (1965)
- All for Love (1965, auch als By Way of Mars)
  - Deutsch: Aus lauter Liebe. In: Maschinenschaden. 1972.
- Calling Dr. Clockwork (1965)
  - Deutsch: Bei Dr. Uhrwerk. In: Maschinenschaden. 1972. Auch als: Der Patient. In: Science-Fiction-Stories 60. Ullstein 2000 #115 (3250), 1976, ISBN 3-548-03250-8.
- Terminal (1965)
  - Deutsch: Endstation. In: Maschinenschaden. 1972.
- Nesbit (1965)
- To the Rescue (1966)
  - Deutsch: Passiver Widerstand. In: Die Maulwürfe von Manhattan. Heyne SF&F #3073, 1966. Auch als: Rettung. In: Maschinenschaden. 1972.
- The Tin Ear (1966)
- Two Days Running and Then Skip a Day (1967)
- The Housebreakers (1967)
- Muscadine (1968)
  - Deutsch: Muscadine, der Androide. In: Wulf H. Bergner (Hrsg.): Im Angesicht der Sonne. Heyne SF&F #3145, 1969. Auch als: Muscadine. In: Maschinenschaden. 1972.
- The Trouble with Machines (1968)
  - Deutsch: Maschinenschaden. In: Maschinenschaden. 1972.
- Gadget Man (1968)
- Lofthouse (1969, auch als A Man’s Home Is His Castle)
  - Deutsch: Lofthouse. In: Maschinenschaden. 1972.
- Broke Down Engine (1969), auch als Broke and Hungry, No Place to Go
  - Deutsch: Kummer mit Maschinen. In: Maschinenschaden. 1972.
- Keeping an Eye on Janey (1970)
- The Whole Round World (1970)
- The Strawhouse Pavillion (1970)
- Disposal (1970)
  - Deutsch: Müllschlucker. In: Maschinenschaden. 1972.
- Prez (1970)
  - Deutsch: Prez. In: Walter Spiegl (Hrsg.): Science-Fiction-Stories 78. Ullstein Science Fiction & Fantasy #31006, 1979, ISBN 3-548-31006-0.
- Swap (1970)
- What’s Become of Screwloose? (1970)
  - Deutsch: Was ist eigentlich aus Schraublocker geworden? In: Ernst Fuchs, Hans Joachim Alpers (Hrsg.): Neue Science-Fiction Geschichten. Tosa, 1982, ISBN 3-85001-097-X. Auch als: Was ist aus Schraubenlocker geworden? In: Isaac Asimov, Martin Greenberg, Joseph Olander (Hrsg.): Fragezeichen Zukunft. Moewig (Playboy Science Fiction #6736), 1984, ISBN 3-8118-6736-9.
- Hardcastle (1971)
- Help Stamp Out Chesney (1971)
- Monte Cristo Complex (1971)
- The Romance of Dr. Tanner (1971)
- Change Over (1972)
- Looking Into It (1972)
- The Cybernetic Tabernacle Job (1972)
- Gigolo (1972)
- The Innocence of Father Bangs (1972)
- Not That Shaggy … (1972)
- Whistler (1973)
  - Deutsch: Whistler. In: Michael Kubiak (Hrsg.): Höhenflüge. Bastei Lübbe Science Fiction Bestseller #22044, 1982, ISBN 3-404-22044-7.
- Free at Last (1973)
- Down and Out (1973)
  - Deutsch: Vorschuß. In: Wulf H. Bergner (Hrsg.): Der vierte Zeitsinn. Heyne SF&F #3402, 1974, ISBN 3-453-30297-4.
- Kilbride (1973)
- Dingbat (1973)
- Regarding Patient 724 (1973)
- The Hellhound Project (1973)
  - Deutsch: Die Machtpyramide. Goldmann-Science-fiction #23280, 1978, ISBN 3-442-23280-5.
- Stungun Slim (1974)
- Nutzenbolts (1975)
- Odd Job #101 (1975)
- Stockyard Blues (1975)
- Falling Apart (1975)
- Shinbet Investigates (1977)
- Amnesty (1977)
  - Deutsch: Amnestie. In: Josh Pachter (Hrsg.): Top Science Fiction: Dritter Teil. Heyne SF&F #4654, 1990, ISBN 3-453-03918-1.
- How Come My Dog Don’t Bark? (1978)
- Invisible Stripes (1978)
  - Deutsch: Der Mann, der nicht fernsehen durfte. In: Hans Joachim Alpers (Hrsg.): Kopernikus 2. Moewig Science Fiction #3514, 1981, ISBN 3-8118-3514-9.
- Pulling The Plug (1978)
- Garbage (1979)
  - Deutsch: Abfallprodukte. In: Birgit Reß-Bohusch (Hrsg.): Isaac Asimovs Science Fiction Magazin 4. Folge. Heyne SF&F #3695, 1980, ISBN 3-453-30615-5.
- The President’s Brain Is Missing (1980)
- Steele Wyoming (1980)
- Batteries Not Included (1981)
- Groucho (1981)
- Papa Gumbo (1981)
- Mercy (1981)
  - Deutsch: Barmherzigkeit. In: Hans Joachim Alpers (Hrsg.): Analog 4. Moewig Science Fiction #3583, 1982, ISBN 3-8118-3583-1.
- The Foxworth Legatees (1981)
- Ask Penny Jupiter (1981)
- Crusoe in New York (1982)
- Brain Food (1983)
- Moppet (1983)
- Street Magic (1984)
- Me and the Devil (1984), auch als Printer’s Devil
- That Wonderful Summer (1985)
- Glory (1986)
  - Deutsch: Glory. In: Ronald M. Hahn (Hrsg.): Volksrepublik Disneyland. Heyne SF&F #4525, 1988, ISBN 3-453-02788-4. Auch in: Edward L. Ferman, Anne Jordan (Hrsg.): Die besten Horror-Stories. Knaur Horror #1835, 1989, ISBN 3-426-01835-7.
- Business As Usual (1987)
- The Night I Saw Bix Beiderbecke Playing on the Corner of Fifth Avenue and 53rd (1988)
- Visitation (1988)
- Satin (1988)
- House of Secrets (1988)
  - Deutsch: Das Haus der Geheimnisse. In: Ronald M. Hahn (Hrsg.): In Video Veritas. Heyne SF&F #4621, 1989, ISBN 3-453-03492-9.
- Here Comes Bunky (1988)
- The Werewolf of Hollywood (1989)
- The Consequences of Buying Maria Montez for Dad (1989)
- Hershey’s Kisses (1992)
  - Deutsch: Ferreros Küsschen. In: Ronald M. Hahn (Hrsg.): Invasoren. Heyne SF&F #5113, 1994, ISBN 3-453-07279-0.
- Fear of Success (1993)
- Mom’s Cooking (1993)
- New Hope for Denture Wearers (1993)
- A Cure for Baldness (1996)
  - Deutsch: Glatzkopf macht Karriere. In: Ronald M. Hahn (Hrsg.): Der dreifache Absturz des Jeremy Baker. Heyne SF&F #5649, 1997, ISBN 3-453-11921-5.
- Downsized (1997)
- Satan’s Home Page (1998)
- My Pal Clunky (1998)
- The Curse of the Demon (1998)
- Tinker’s Last Case (1999)
- Black Magic for Dummies (2000)
- The Phantom Highwayman (2001)
- The Wake of the Crimson Hawk (2002)
- Odd Job #213 (2002)
- The Woman in the Mist (2002)
- The Incredible Steam Man (2003)
- Trouble in Cthulhu Canyon (2004)
- The Secret of the Scarab (2005)
- Cannibal Farm (2005)
- Garbo Quits (2007)
- The Problem of the Missing Werewolf (2007)
- The Devil Bats Will Be a Little Late This Year (2007)
- Conversations With My Knees (2008)
- Memoirs of the Witch Queen (2008)
- I Waltzed with a Zombie (2009)
- I Was a Middle-Age Werewolf (2010)
- The Bride of the Vampire (2014)
- Hark, the Wicked Witches Sing (2014)
- The Adventure of the Clockwork Men (2015)
- The Amazing Transformation of the White House Dog (2017)

### Sachliteratur
- The Assault on Childhood (1970)
- Cheap Thrills: An Informal History of the Pulp Magazines (1972, 2006)
- An American Family (1973)
- The Adventurous Decade: Comic Strips in the Thirties (1975)
- Focus on Jack Cole (1986)
- The Great Comic Book Artists (2 Bde., 1986 und 1989)
- Ron Goulart’s Great History of Comic Books (1986)
- The Dime Detectives: A Comprehensive History of the Detective Fiction Pulps (1988)
- Comic Book Culture: An Illustrated History (2000)
- Comic Book Encyclopedia (2004)

### Herausgeber / Anthologien
- The Hardboiled Dicks: An Anthology and Study of Pulp Detective Fiction (1967)
- Lineup Tough Guys (1966)
- The Great British Detective (1982)
- The Encyclopedia of American Comics (1990)

### Drehbücher
Welcome to Paradox (Fernsehserie)
- Into the Shop (1998)

Monsters (Fernsehserie)
- Werewolf of Hollywood (1991)

Tales from the Darkside (Fernsehserie)
- Printer's Devil (1986) ... (story)

ThunderCats (Fernsehserie)
- Trouble with Time (1985)
- The Terror of Hammerhand (1985)

Außerdem war Goulart als Ghostwriter für William Shatner mit Urheber der Fernsehserie Tek War – Krieger der Zukunft und des Films TekWar: Kampf um die verlorene Vergangenheit.